# Seimar Open
Seimar Open — ежегодный Чемпионат Казахстана по гольфу. Проводится Благотворительным Фондом Seimar Social Fund и Федерацией Гольфа Казахстана.
Seimar Open определяет Чемпиона Казахстана по гольфу и вручает Гран-при Переходящий Кубок «Большое Яйцо».
Гран-при — Переходящий Кубок «Большое Яйцо», был основан в 1998 году Маргуланом Сейсембаевым . Огромное страусиное яйцо в стеклянной колбе было привезено основателем турнира из командировки в Южную Африку.
Чемпионат Казахстана по гольфу Seimar Open традиционно проводится на полях гольф-клуба «NURTAU» в городе Алма-Ата.
Среди участников чемпионата можно встретить таких известных казахстанских политиков как Абыкаев, Нуртай Абыкаевич, Кайрат Сатылганов, Жакып Марабаев, Мухамеджанов, Бауржан Алимович, Калиев, Еркин Жакенович и т. д.

## История
- Проводится с 1998 года.
- В 2007 году обрел статус Чемпионата Казахстана по гольфу[2], и является отборочным этапом к Международному турниру pro-am по гольфу Kazakhstan Open, проводимому в рамках  European Challenge Tour.
- В период с 1998 по 2012 годы обладателями гран-при «Большое Яйцо» становились Еркин Калиев (Казахстан),  Александр Стрункин (148, Россия) и шесть раз подряд Шим Дже Донг (148, 143, 134, 143, 142, Корея), победителем турнира 2006 года стал Миналла Шахбаз (141, Великобритания), победитель турнира 2007 — Андрей Лагай (138, Казахстан)[3], чемпионом 2008 года стал Ким До Юн (140, Корея), чемпионом 2009 года стал Кан Бен Ку (best gross 152, Корея), чемпионом 2010 года - Нурлан Макулбеков (best gross 154, Казахстан), чемпионом 2011 года - Кан Бен Ку (best gross 152, Корея). Чемпионом 2012 года стал юниор из Алматы Даулет Тулеубаев (best gross 154, Казахстан)[4]
- Seimar Open является перспективной стартовой площадкой для молодых талантливых спортсменов, сражающихся за международное признание. C 2008 года в Чемпионате постоянно дебютируют начинающие спортсмены. За 15 лет проведения Чемпионата Казахстана Seimar Open состав участников значительно увеличился и «помолодел».
- Гольф в Казахстане является одним из самых динамично развивающихся видов спорта. На сегодняшний день в Казахстане функционируют 6 гольф-клубов, 4 детских школы гольфа, ежегодно проводится один из престижных этапов European Challenge Tour - Kazakhstan Open, десятки pro-am турниров.